# Eugenia bahiana
Eugenia bahiana är en myrtenväxtart som beskrevs av Joáo Rodrigues de Mattos. Eugenia bahiana ingår i släktet Eugenia och familjen myrtenväxter. Inga underarter finns listade i Catalogue of Life.